# Entodon stereophylloides
Entodon stereophylloides är en bladmossart som beskrevs av Brotherus 1901. Entodon stereophylloides ingår i släktet Entodon och familjen Entodontaceae. Inga underarter finns listade i Catalogue of Life.